# Круазий (Па-де-Кале)
Круазий (фр. Croisilles) — коммуна во Франции, регион О-де-Франс, департамент Па-де-Кале, округ Аррас, кантон Бапом, в 13 км к югу от Арраса. Паходится в месте пересечения автодорог D5 и D9 и в 1 км от автомагистрали А1 «Нор» Париж-Лилль.
Население (2018) — 1 950 человек.

## Экономика
Уровень безработицы (2017) — 11,0 % (Франция в целом — 13,4 %, департамент Па-де-Кале — 17,2 %). 

Среднегодовой доход на 1 человека, евро (2017) — 19 550 (Франция в целом — 21 110, департамент Па-де-Кале — 18 610).

## Демография
Динамика численности населения, чел.

## Администрация
Пост мэра Круазия с 1995 года занимает член Социалистической партии Жерар Дюэ (Gérard Dué). На муниципальных выборах 2020 года возглавляемый им левый список одержал победу в 1-м туре, получив 54,70 % голосов.
| Период | Период | Фамилия      | Партия                  | Примечания |
| ------ | ------ | ------------ | ----------------------- | ---------- |
| 1977   | 1994   | Фернан Дюмон |                         |            |
| 1995   |        | Жерар Дюэ    | Социалистическая партия |            |

## Ссылки

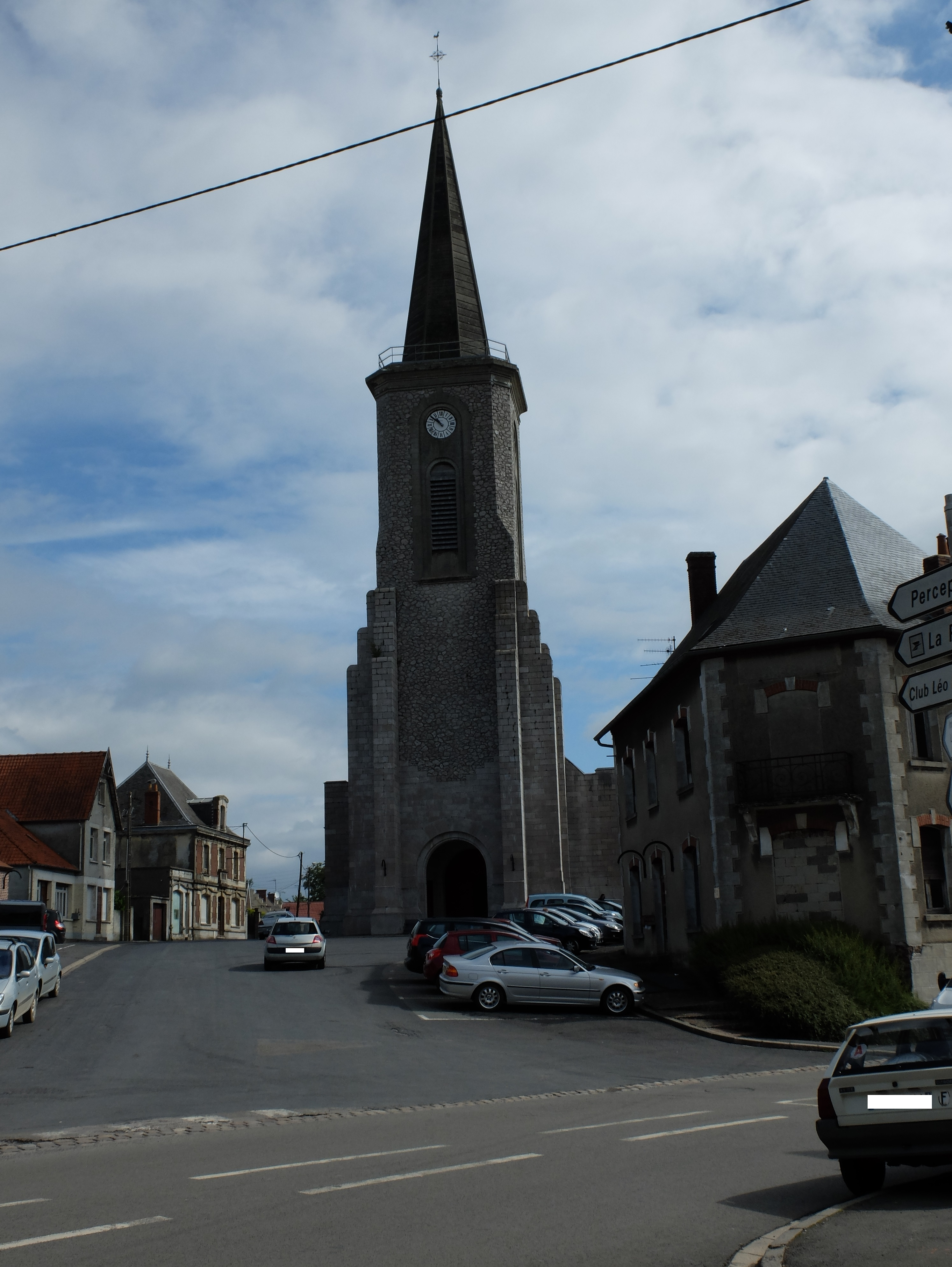
Церковь Святого Мартина